# Figueirópolis D'Oeste
Figueirópolis D'Oeste est une municipalité brésilienne située dans l'État du Mato Grosso.